# Лі Као Тонг
Лі Као Тонг (в'єт. Lý Cao Tông; 6 липня 1173 — 15 листопада 1210) — 7-й імператор династії Пізні Лі в 1175—1210 роках. Внаслідок поганого керування погіршилася внутрішня ситуація, що заклала основу занепаду династії.

## Життєпис
Шостий син імператора Лі Ань Тонга від наложниці До Тхоу Чау. Народився 1173 року в Тханглонзі, отримавши ім'я Лонг Чат. У 1174 році оголошений спадкоємцем трону, змінивши ім'я на Лонг Кан. 1175 року після смерті батька успадкував трон Дайв'єту під ім'ям Лі Као Тонг. Згідно рішення померлого регентом при малолітньому імператорові став канцлер То Хієн Тхань (при цьому той отримав титул принца-вионга).
Мати імператора отримала титул імператриці-удовиці До. Невдовзі імператриця-мати Лінь Ч'єу спробувала замінити Као Тонга на троні іншим сином померлого імператора — Лонг Сионгом, чого не дозволив То Хієн Тхань. Після смерті останнього 1179 року імператриця-мати До стала регентшею в державі.
1181 року Лі Лонг Сионг підняв заколот, пограбувавши Тханглонг, але невдовзі був переможений. Втім після цього було скасовано регентство, а Лі Кан Тонг оголошений повнолітнім.
Імператор значну увагу став приділяти розвагам, полюванню та розкошам, наказуючи збільшити податки. Значний вплив на нього мав євнух Фам Бінь Ді. При цьому відійшов від практики попередників, посиливши покарання. Збільша податки йшли на зведення численних храмів й палаців, які зводилися між 1189 та 1203 роками. В результаті в 1192 та 1198 роках в провінціях вибухали повстання, які довелося важко придушувати.
1203 року відбулося повстання в районі річки Дай (Тонкінська затока), яке тривалий час урядовим військам не вдавалося придушити. 1207 року відбулися повстання селян в центральній провінції Танв'єн та Хонгчау. Сильний голод вирував 1208 року. Все це суттєво послабило військову та економічну потугу держави. Цим скористалися сунські війська, що декілька разів плюндрували північні повіти Дайв'єту. Водночас корупцією просяк державний апарат та військо, очільників яких часто підкупали повстанці, внаслідок чого проти них не здійснювалося швидких заходів.
У 1209 році сановник Фам Ду внаслідок інтриг зумів дискредитувати Фам Бінь Ді, впливого сановника Лі Као Тонга. У відповідь військовик Куач Бак, підлеглий Фам Бінь Ді, рушив на столицю держави. Імператор з родиною вимушений був тікати. Куач Бак захопив Тханглонг, де оголосив новим імператором принца (вионга) Лі Тхама. Фам Ду, відправлений проти заколотників, зазнав поразки й загинув. Військо очолив спадкоємець трону Хао Шам, що спирався на допомогу клана Чан. Наприкінці 1209 року вдалося придушити повстання та відвоювати столицю. Вплив в адміністрації отримав То Чунг Ти (одружений з представницею клану Чан).
Помер імператор Лі Као Тонг 1210 року. Новим правителем став Хао Шам.

## Девізи правління
- 1176—1185 — Чінь-фу в'єт. Trinh Phù
- 1186—1201 — Тхієн-ту Зіа-тхюй в'єт. Thiên Tư Gia Thụy
- 1202—1204 — Тхієн-зіа Бао-хиу в'єт. Thiên Gia Bảo Hựu
- 1205—1210 — Чі-вінь Лонг-унг в'єт. Trị Bình Long Ứng